# 메르세데스-벤츠 OM660 엔진
메르세데스-벤츠 OM660 엔진(영어: Mercedes-Benz OM660 engine)은 1999년부터 2014년까지 스마트 차량에 사용하기 위해 메르세데스-벤츠에서 생산했던 터보차저 3기통 직렬 엔진이다.

## 디자인
OM660은 실린더 당 2개의 밸브와 알루미늄 합금 실린더 블록 및 헤드가 있는 단일 오버헤드 캠축을 특징으로 한다. 터보 차저이며 배기 가스 재순환 시스템이 특징이다. OM660은 2007년에 업데이트되어 부스트 압력이 증가 된 새로운 커먼레일 연료 시스템으로 인해 성능이 향상되었으며 2011년에도 성능과 효율성이 더욱 향상되었다.

## 모델 구성
| 엔진  | 돌림힘 출력                      | 일률                                 | 연도          |
| ----- | -------------------------------- | ------------------------------------ | ------------- |
| OM660 | 30 kW (41 PS; 40 hp) @ 4,200 rpm | 100 N·m (74 lb·ft) @ 1,800 rpm       | 1999년~2006년 |
| OM660 | 33 kW (45 PS; 44 hp) @ 3,800 rpm | 110 N·m (81 lb·ft) @ 2,000–2,500 rpm | 2007년~2009년 |
| OM660 | 40 kW (54 PS; 54 hp) @ 3,800 rpm | 130 N·m (96 lb·ft) @ 2,100 rpm       | 2009년~2014년 |

### OM660 (30 kW)
- 1999년~2006년 W450 스마트 포투

### OM660 (33 kW)
- 2007년~2009년 W451 스마트 포투

### OM660 (40 kW)
- 2009년~2014년 W451 스마트 포투